# Spicarium

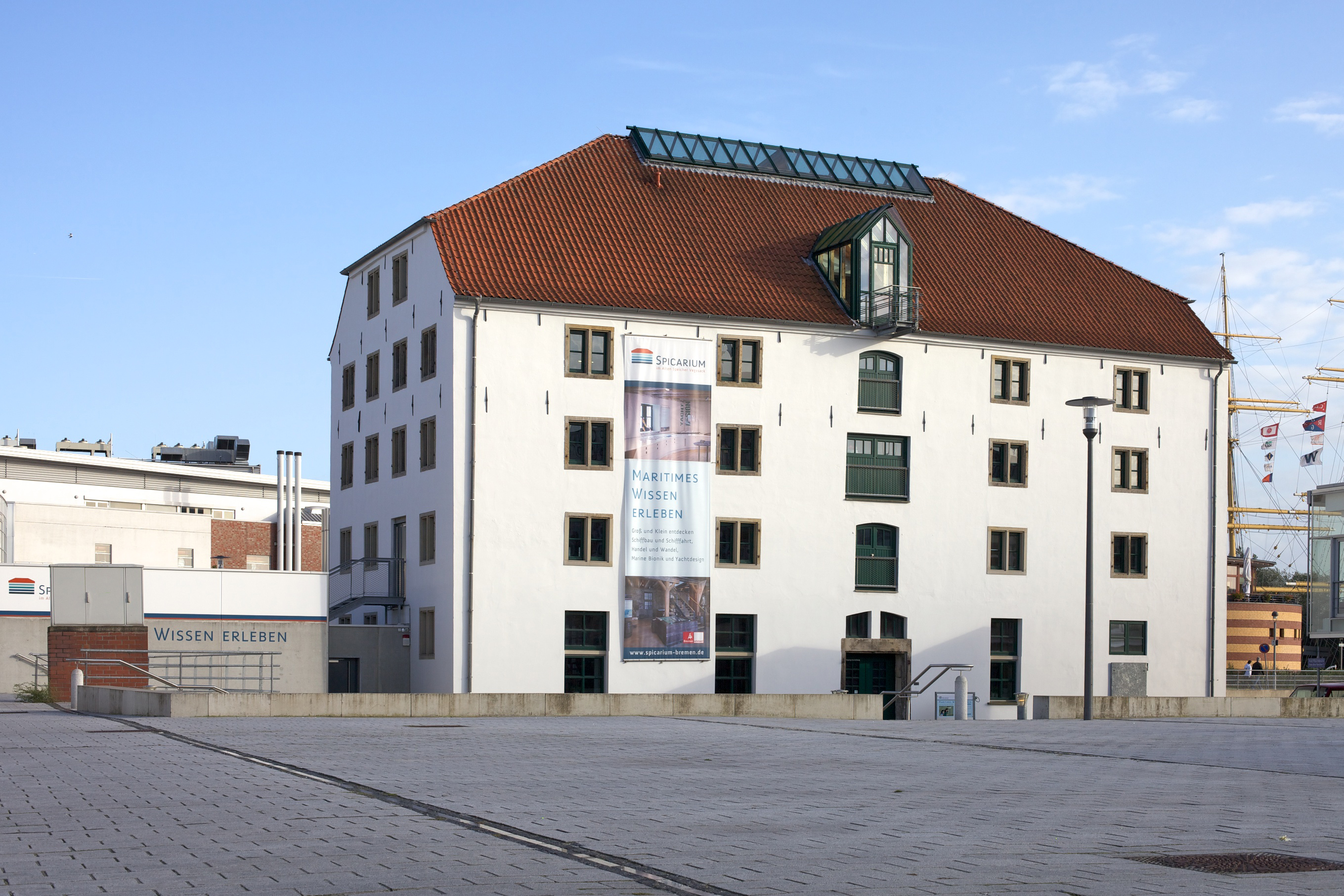
Alter Speicher – Spicarium

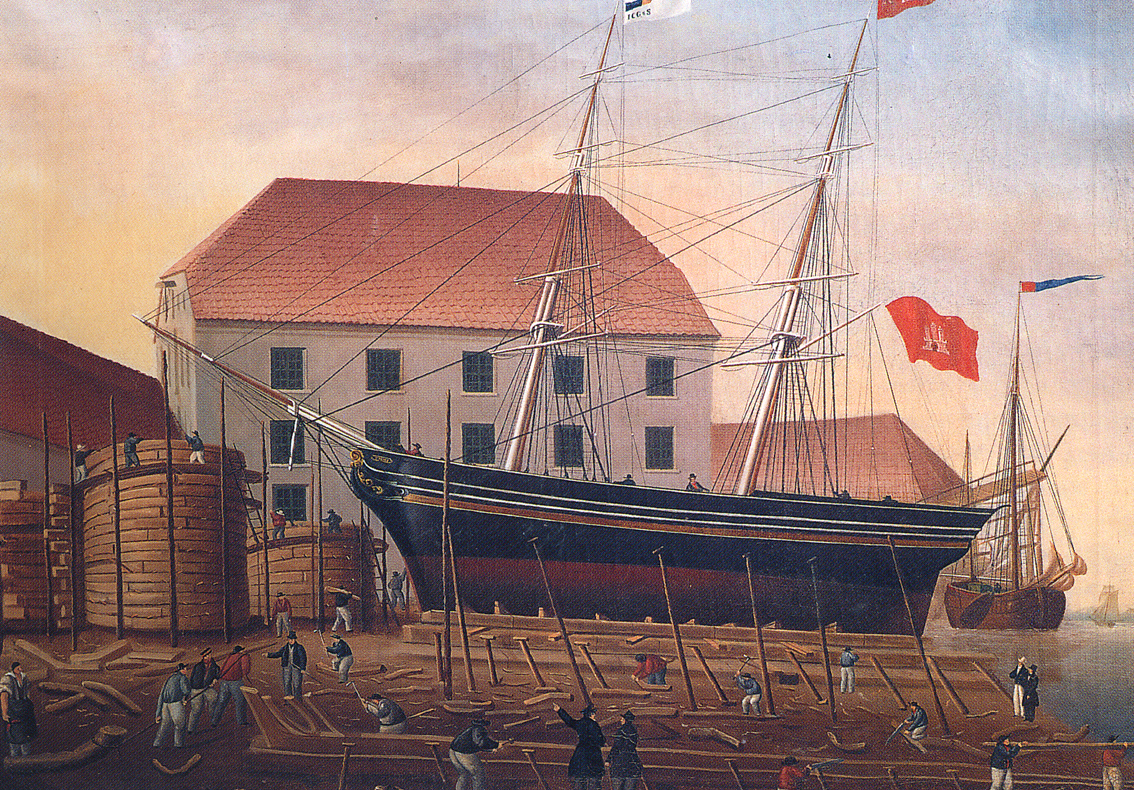
Der Speicher auf dem Gelände der ehemaligen Lange’schen Werft, (Gemälde aus dem Jahr 1837)

Das Spicarium war eine interaktive Ausstellung zu den Themen Schiffbau und Schifffahrt, Handel und Wandel, Marinebionik und Yachtdesign. Die Ausstellung war im Alten Speicher im Bremer Stadtteil Vegesack untergebracht.

## Geschichte
Im Jahre 1805 pachtete der Schiffbauer Johann Lange (1775–1844) ein Grundstück auf der Vegesacker Aue-Seite, das zur Hansestadt Bremen gehörte, und gründete dort eine Werft. 1814 kaufte Lange dieses Grundstück und ließ dort den Alten Speicher errichten. Das genaue Datum ist nicht dokumentiert, da es sich bei dem Gebäude um einen Zweckbau handelte. 
Ab 1821 war der Speicher jedoch aufgrund seiner Höhe von vier Geschossen und der markanten Dachform auf vielen Ansichten von Vegesack abgebildet. Auf der Lange-Werft wurden in der Zeit zwischen 1805 und 1893 laut Baunummernliste 323 Schiffe gebaut. Zudem wurde der Rumpf eines der ersten maschinenbetriebenen Dampfschiffe in Deutschland, Die Weser, 1816/1817 auf der Lange-Werft gefertigt. 
Die Stadtgemeinde Bremen erwarb 1994 den im Stil des Klassizismus gebauten Speicher und ließ ihn zwischen 1995 und 1999 sanieren. Seit 1997 steht der Speicher unter Denkmalschutz. In der Zeit zwischen 2009 und 2010 erfolgte die Konstruktion eines Stahl-Glas-Treppenhauses mit Aufzug an der Ostseite des Gebäudes.  
Am 18. März 2011 wurde in den unteren zwei Etagen des Alten Speichers auf 500 Quadratmetern die interaktive Ausstellung Spicarium, die vom Institute for New Dimensions (IND) konzipiert wurde, eröffnet. Der Name Spicarium leitet sich von dem lateinischen Wort spicarium für Speicher ab. Hierbei spielt auch die moderne Bedeutung des Begriffs Speicher eine Rolle: Der Alte Speicher nimmt heute nicht mehr nur Waren auf, sondern auch Daten, Informationen und Wissen. 
Das Logo des Spicariums wurde von Andreas Wilhelm vom Studio 37 entworfen. Dabei arbeitete er mit einer Farbpalette aus verschiedenen Wassertönen und kontrastierte diese mit einem Ziegelrot.
Seit der Eröffnung 2011 wurde die jährlich angepeilte Zahl von 30.000 Besuchern meist deutlich verfehlt. So konnten im Jahr 2014 nur rund 6.500 Karten verkauft werden und es war eine Finanzspritze von 165.000 € notwendig, um den Betrieb aufrechterhalten zu können. Im November 2015 begannen deshalb Diskussionen über die Schließung des Spicariums im Bremer Wirtschaftsressort, in deren Verlauf die Schließung des Museums zum Jahresende 2015 beschlossen wurde. Seit dem 20. Dezember 2015 ist das Spicarium geschlossen. Heute befindet sich dort das Vegesacker Geschichtenhaus.

## Die Ausstellung
Die Ausstellung begann mit dem Ausbau des Vegesacker Hafens. An einem großen Modell und einem interaktiven Medientisch wurde erläutert, wie um 1648 der Warenumschlag in Vegesack ablief und warum die großen Seeschiffe nicht mehr bis zum Uferhafen der Hansestadt Bremen, der Schlachte, durchfahren konnten. 
Durch drei verschiedene Kurzfilme, die in der Kulisse des Spicariums gedreht wurden, wurden Einblicke in das Revolutionsjahr 1848, das auch in Vegesack Spuren hinterließ, vermittelt.
Die Ausstellung behandelte im oberen Bereich die Themen Marinebionik, Innovationen und Yachtdesign. Verschiedene Mitmach-Stationen zeigten Möglichkeiten für Schiffsantriebe durch erneuerbare Energien und ihre Funktionen. Weiterhin wurden in Form von Mitmach-Stationen und kurzen Filmen Forschungsergebnisse und Studien des Bionik-Innovations-Centrums (BIC) der Hochschule Bremen vorgestellt. Auch eine kleine maritime Bibliothek zu den Themen Werften, Segeln und Heringsfang wurde aufgebaut. Das Spicarium war Teil der Maritimen Meile Vegesack.